# اوستروف (ناحیه هاولیتشکوف برود)
اوستروف (به چکی: Ostrov) یک منطقهٔ مسکونی در جمهوری چک است که در ناحیه هاولیتشکوف برود واقع شده‌است. اوستروف ۲٫۵۲ کیلومتر مربع مساحت و ۱۳۳ نفر جمعیت دارد و ۴۱۳ متر بالاتر از سطح دریا واقع شده‌است.